# Josep Bastardas i Vilalta
Josep Bastardas i Vilalta (Manresa, el Bages, 1933- Vic 2015) és canonge de la catedral de Vic (1990), professor i rector. Després dels estudis al Seminari de Vic anà ampliar estudis a Comillas. S'ordenà sacerdot el 1958, el mateix any que entrà de perfecte de disciplina al seminari menor. La prefectura disciplinària també l'exercí amb els filòsofs (1963) i els teòlegs (1965). Impartí un ampli conjunt d'assignatures que anaven des de la història sagrada (1958-62), la música i el cant gregorià (1958-68), la religió (1958-62), la sociologia cristiana (1958-63), l'ètica (1962-66), la lògica i l'ontologia (1962-63) fins a la geometria (1967-68). A més d'ensenyar aquestes assignatures al Seminari de Vic, va ser professor en altres centres educatius, com ara al Col·legi de Sant Miquel dels Sants de Vic. Pel novembre de 1968 va ser nomenat ecònom arxipreste de Ripoll. Sis anys més tard assumí la direcció del Secretariat Catequístic (1974). En 1984 anà de rector a la parròquia de Santa Maria de Manlleu i en 1989 va ser nomenat vicari episcopal de la zona nord del bisbat de Vic. Des de l'octubre de 1999 és rector de la parròquia de la Sagrada Família de Manresa.